# 总领天使圣加俾额尔堂 (罗马)

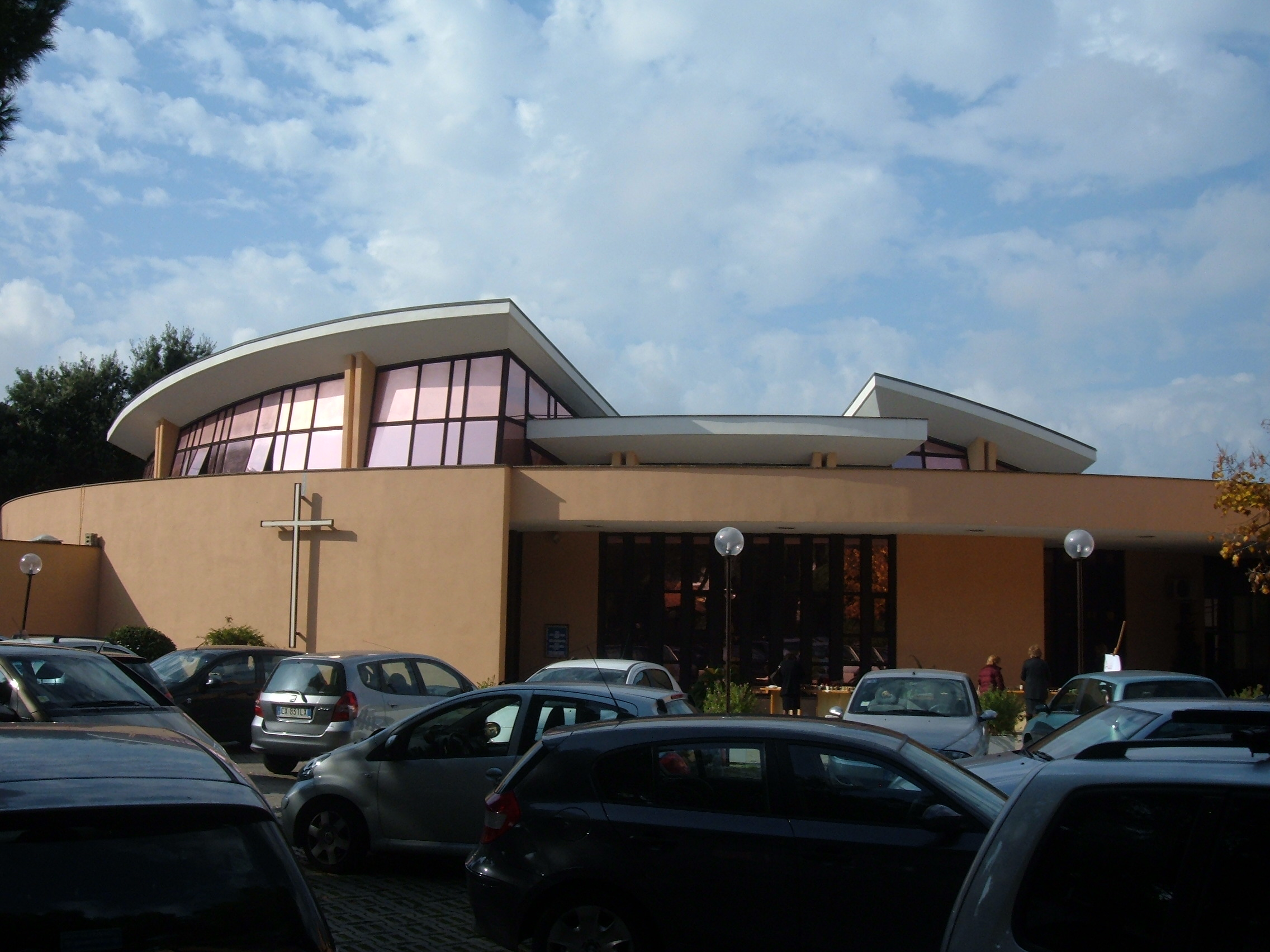
总领天使圣加俾额尔堂

总领天使圣加俾额尔堂（Chiesa di San Gabriele Arcangelo）是一座罗马天主教教堂，位于罗马郊区Della Vittoria的 viale Cortina d'Ampezzo。

## 历史
该堂建于20世纪。堂区由Clemente Micara枢机创建于1956年8月30日，1958年, 交给Società delle divine vocazioni修会管理。1988年6月28日由若望保禄二世封为领衔堂区。